# Paco de Lucía
Francisco Sánchez Gómez, més conegut amb el nom artístic de Paco de Lucía, (Algesires 21 de desembre de 1947 - Playa del Carmen, 25 de febrer de 2014) fou un guitarrista andalús especialitzat en la música flamenca i la fusió d'aquesta amb el jazz.

## Biografia
Va néixer el 21 de desembre de 1947 a Algesires, província de Cadis. La seva mare, "Doña Lucía", va influir molt en la vocació del seu fill, fins al punt d'adoptar el nom artístic amb el qual el coneixien al seu barri d'Algesires, "Paco, el de Lucía".
El 1973 es va donar a conèixer amb el disc Fuente y caudal. Paco de Lucía es feu acompanyar en aquells moments per percussionistes, la qual cosa donava un aire renovador a la música flamenca i l'allunyava del flamenc més clàssic. El 1976, amb el seu disc Almoraima, es va donar a conèixer internacionalment, homenatjant els clàssics, i passant a ser considerat un dels millors autors de flamenc, al costat de Camarón de la Isla, i considerat com un dels millors guitarristes de tots els temps.
El 14 de juliol de 2004 fou guardonat amb el Premi Príncep d'Astúries de les Arts.
Va morir a Mèxic el 25 de febrer de 2014 d'un infart de miocardi.

## Discografia parcial

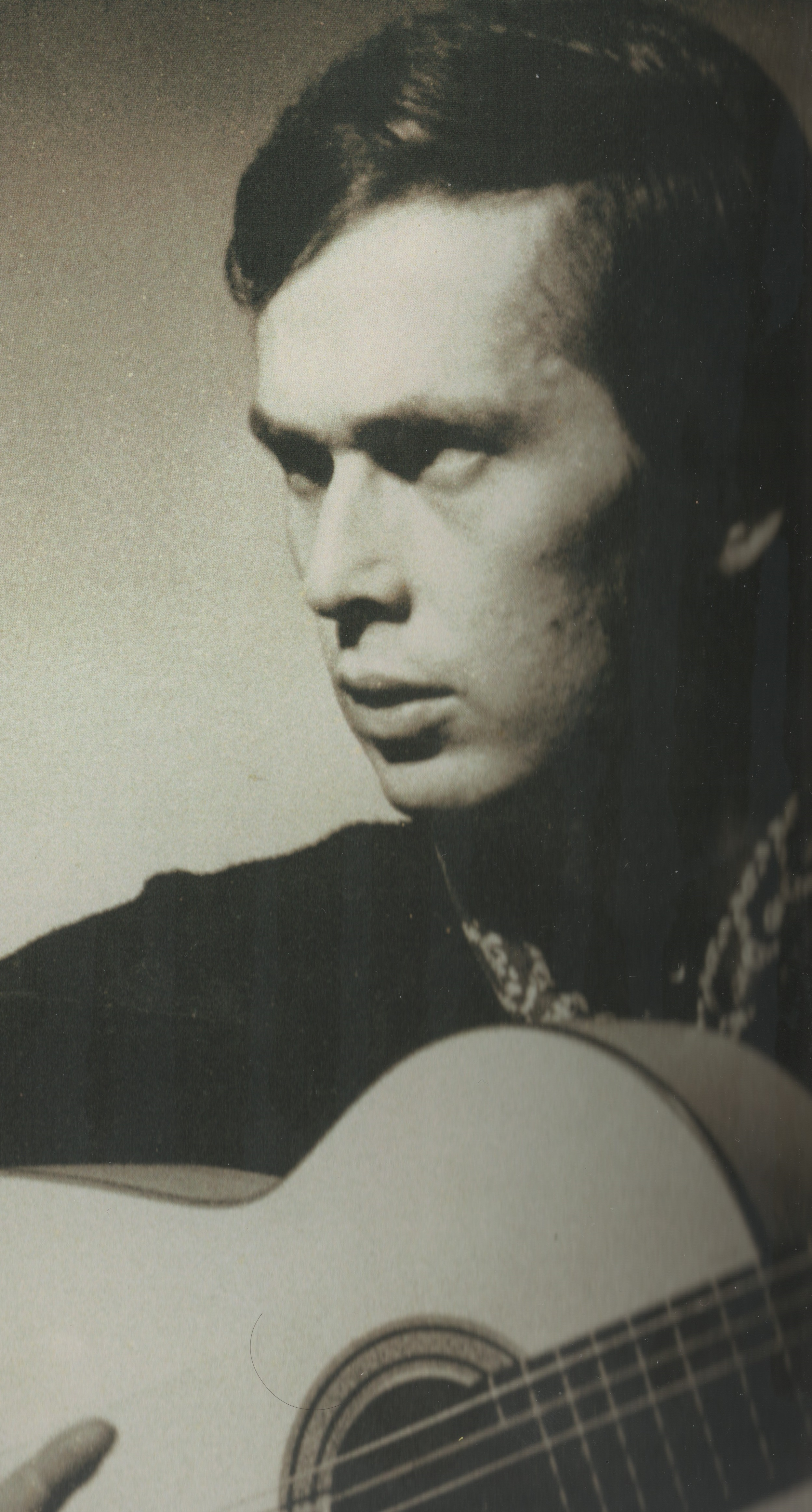
Paco de Lucía el 1972

1. Dos guitarras flamencas (1965) amb Ricardo Modrego
2. Dos guitarras flamencas en stereo (1965) amb Ricardo Modrego
3. Doce canciones de García Lorca para guitarra (1965) amb Ricardo Modrego
4. Dos guitarras flamencas en América Latina (1967) amb Ramón de Algeciras
5. La fabulosa guitarra de Paco de Lucía (1967)
6. Hispanoamerica (1969)
7. Fantasía flamenca (1969)
8. Recital de guitarra (1971)
9. El duende flamenco (1972)
10. Hola raima (1936)
11. Interpreta a Manuel de Falla (1978)
12. Castro Marín (1981)
13. Friday Night in San Francisco (1981) amb Al Di Meola i John McLaughlin
14. Solo quiero caminar (1981)
15. Passion, grace and fire (1983) amb Al Di Meola i John McLaughlin
16. Live... one summer night (1984)
17. Siroco (1987)
18. Zyryab (1990)
19. Concierto de Aranjuez de Joaquín Rodrigo (1991)
20. Live in América (1993)
21. The guitar trio (1996) amb Al Di Meola i John McLaughlin
22. Luzia (1998)
23. Cositas Buenas (2004)